# Lac Rohault
Le lac Rohault est un plan d'eau douce du territoire non organisé de Lac-Ashuapmushuan, dans la partie Ouest de la municipalité régionale de comté (MRC) Le Domaine-du-Roy, dans la région administrative du Saguenay-Lac-Saint-Jean, dans la province de Québec, au Canada. Ce lac s’étend dans les cantons de Rohault, de Robert et de Ducharme (près de l’embouchure).
La foresterie constitue la principale activité économique du secteur. Les activités récréotouristiques arrivent en second.
La partie Ouest du bassin versant du lac Rohault est accessible grâce à la route forestière R1032 (sens Nord-Sud). La route forestière route 167 passe au Nord-Est du lac Nicabau, reliant Chibougamau à Saint-Félicien (Québec). Le chemin de fer du Canadien National longe cette route. La partie Nord du lac Rohault est desservie par la route forestière desservant la vallée de la rivière Nemenjiche.
La surface du lac Rohault est habituellement gelée du début novembre à la mi-mai, toutefois la circulation sécuritaire sur la glace se fait généralement de la mi-novembre à la mi-avril.

## Géographie
Le lac Rohault et le lac Poutrincourt constituent les plans d'eau les plus importants de la zone de la partie supérieure de la rivière Normandin laquelle est un affluent de la rivière Ashuapmushuan qui se déverse à son tour dans le lac Saint-Jean. Il est situé à l’extrémité Ouest de la MRC Le Domaine-du-Roy. Ce lac comporte une longueur de 16,3 km, une largeur maximale de 5,6 km et une altitude de 402 m. Le contour du lac a une forme complexe.
Le lac Rohault comporte une presqu’île rattachée à la rive Nord et s’étendant sur 8,3 km vers le centre du lac. Ce lac comporte une centaine d’îles dont la plus grande s’allonge sur 5,9 km (sens Nord-Sud) en longeant la rive Ouest du lac. Une bande de terre s’étirant vers le Nord sur 11,3 km démarque le lac Rohault et le lac Bouteroue (situé du côté Est). Du côté Est, la baie Gaudreau s’étend sur 11,6 km vers le Nord. Le courant traverse cette baie jusqu’à l’embouchure du lac, situé au fond d’une autre baie du côté Est.
L’embouchure du lac Rohault est localisé à :
- 8,5 km au Nord-Ouest de l’embouchure du lac Bouteroue ;
- 10,2 km au Nord-Ouest de l’embouchure du ruisseau Bouteroue (confluence avec la rivière Normandin) ;
- 19,7 km au Nord-Ouest de l’embouchure du lac Poutrincourt ;
- 38,1 km au Nord-Ouest de l’embouchure du lac Ashuapmushuan ;
- 160,6 km au Sud-Ouest de l’embouchure de la rivière Ashuapmushuan (confluence avec le lac Saint-Jean)[1].

Les principaux bassins versants voisins du lac Rohault sont :
- côté nord : lac Mannard, rivière Nemenjiche, lac La Dauversière, rivière Énard, lac Chibougamau ;
- côté est : lac Bouteroue, rivière Normandin, ruisseau Bouteroue, lac Nicabau ;
- côté sud : lac Robert (rivière Opawica), lac Feuquières, lac Finbar, rivière Ventadour, rivière Titipiti, rivière Pierrefonds ;
- côté ouest : lac Nemenjiche, rivière Opawica, lac Gabriel (rivière Opawica), lac Surprise (rivière Roy), rivière Cawcot.

À partir du pont routier à l’embouchure du lac Rohault, le courant :
- traverse le lac Bouteroue sur 10,4 km vers le Sud jusqu’à son embouchure ;
- traverse vers le Sud-Est, puis vers le Nord-Est, sur 7,7 km un lac non identifié jusqu’au barrage à son embouchure ;
- descend le ruisseau Bouteroue sur 7,0 km jusqu’à une baie au Sud du lac Nicabau, dont la partie sud est traversé par la rivière Normandin ;

Note : La rivière Normandin coule vers le sud-est jusqu’au lac Ashuapmushuan constitue le lac de tête de la rivière Ashuapmushuan.

## Toponymie
Le toponyme « lac Rohault » a été officialisé le 5 décembre 1968 par la Commission de toponymie du Québec.